# HD 160668
HD 160668，又名CD-3611804，SAO 209172、HR 6583，是一颗恒星，视星等为5.54，位于銀經352.86，銀緯-3.69，其B1900.0坐标为赤經17h 36m 3.6s，赤緯-36° -3.69′ 42″。